# Токійський національний музей
Токійський національний музей, або Токійський державний музей (яп. 東京国立博物館, とうきょうこくりつはくぶつかん, токьо кокуріцу хакубуцукан) — державний музей в Японії. Найбільший і найстаріший музей мистецтв країни. Зберігає та експонує матеріали, присвячені археології, історії, мистецтву, ремеслам Японії та азійських країн. Розташований в парку Уено району Тайто, Токіо. Станом на березень 2009 року нараховував 110 тисяч експонатів. З них 87 мали статус національних скарбів, а 622 — статус цінних культурних надбань Японії.

## Короткі відомості
Токійський національний музей виник на базі конфуціанського храму Юсіма 1872 року. Через десятиліття його перенесли на територію колишнього монастиря Кан'ейдзі в парку Уено. Нова будівля музею була споруджена за проектом британського архітектора Джошуа Кондера. 1908 року Катаяма Токума збудував додатковий Церемоніальний корпус. 1923 року, після Кантоського землетрусу, булівля Кондера згоріла, тому замість неї 1938 року спорудили новий Головний корпус за проектом Іто Тюти.
Музей неодноразово змінював назви. До кінця Другої світової війни він іменувався Токійськийм імперським музеєм та Токійським музеєм Імператорського дому. 1947 року, після набуття чинності нової Конституції Японії, його перейменували на Японський національний музей, а 1950 року — на Токійський національний музей. З 1968 року він підпорядковувався відділу культури Міністерства культури Японії, а з квітня 2001 року став автономною організацією.
Музей займається збором, зберіганням та експонуванням цінних культурних пам'яток Японії та азійських країн. Працівники музею — професійні історики, археологи, мистецтвознавці. Одним із дослідницьких центрів музею є архів, збудований в лютому 1984 року. Музей випускає місячне періодичне видання «Новини Токійського національного музею» та журнал «Museum», організовує публічні лекції, здійснює обмін виставками з іноземними музеями.
Працює щодня, за винятком понеділків та Новорічних свят з 26 грудня по 3 січня.

## Корпуси

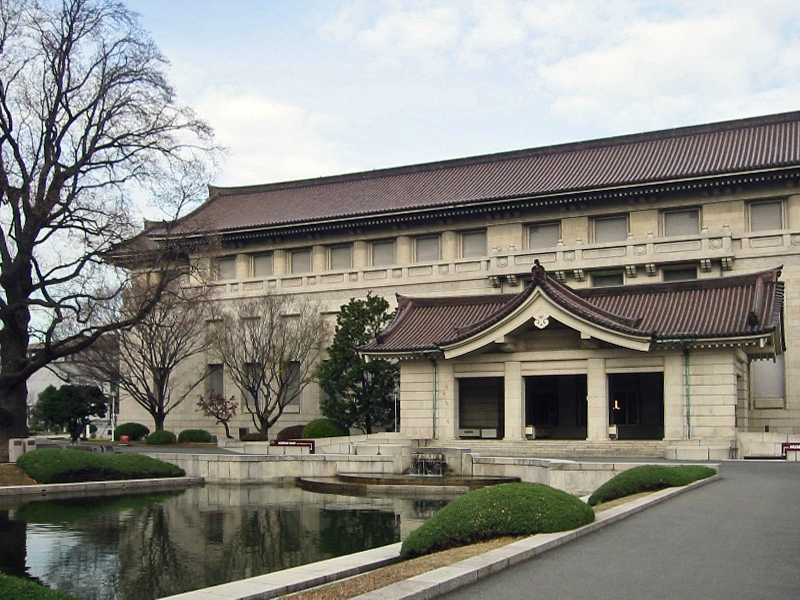
Головний корпус

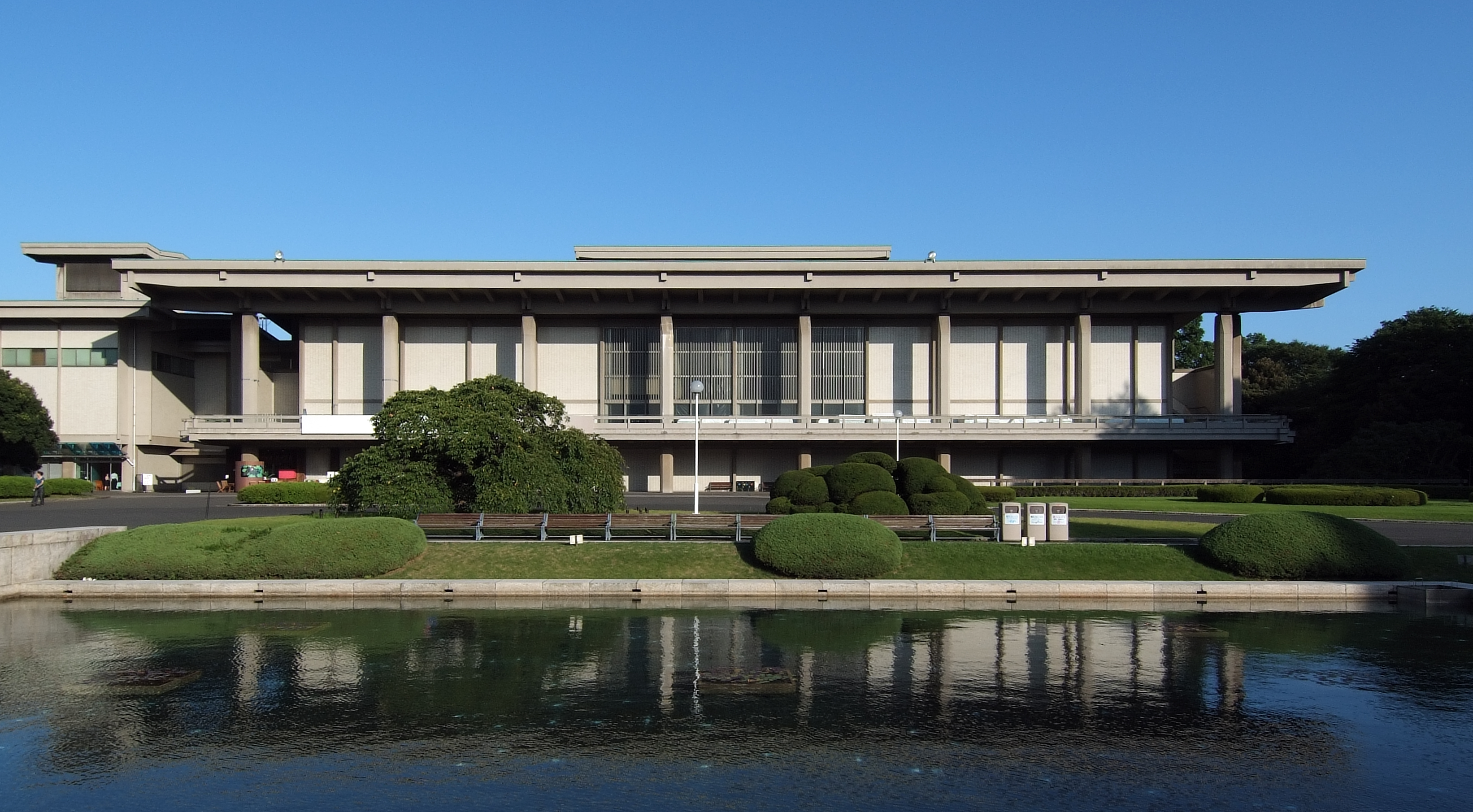
Азійський корпус

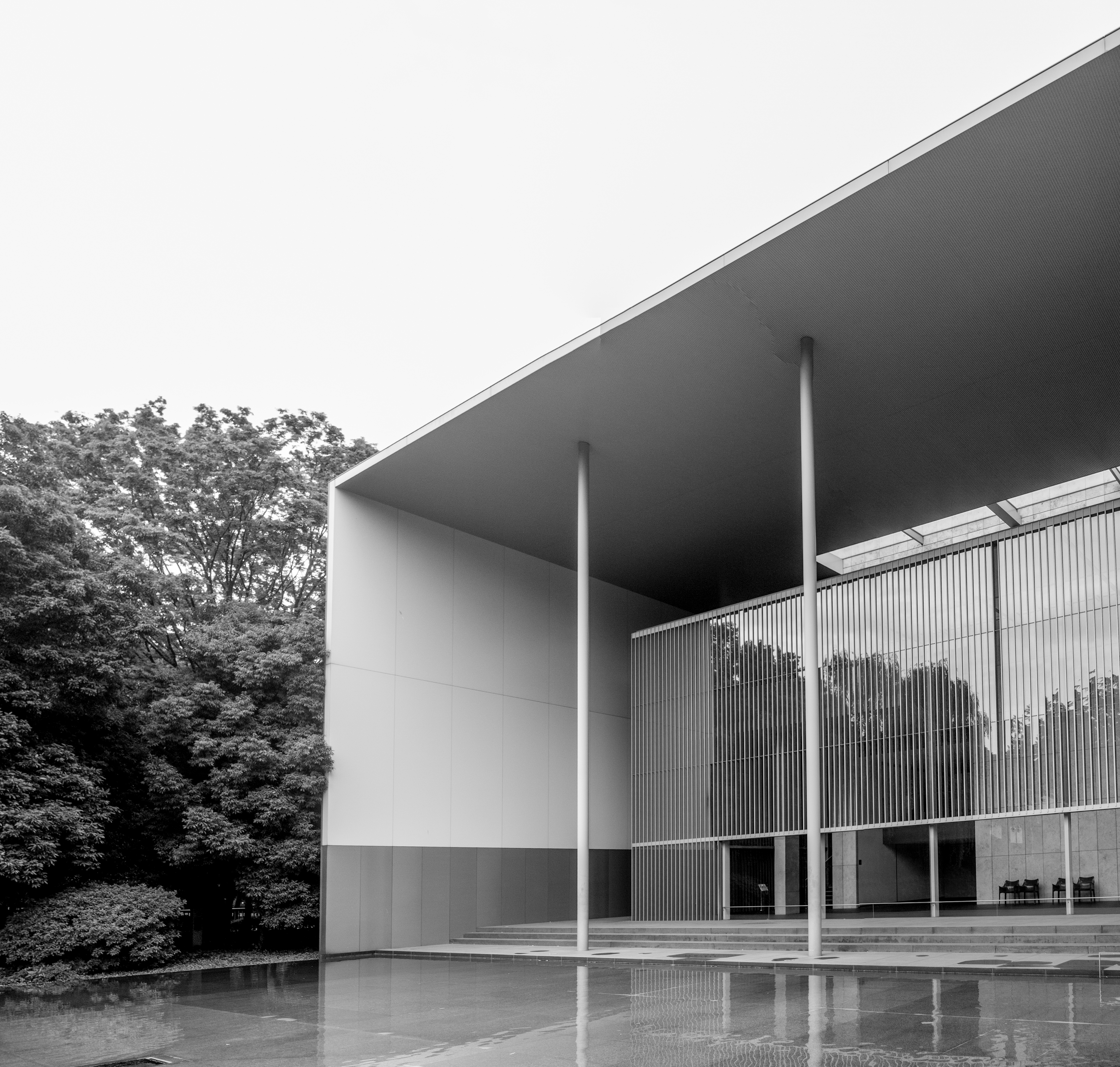
Корпус скарбів Хорюдзі

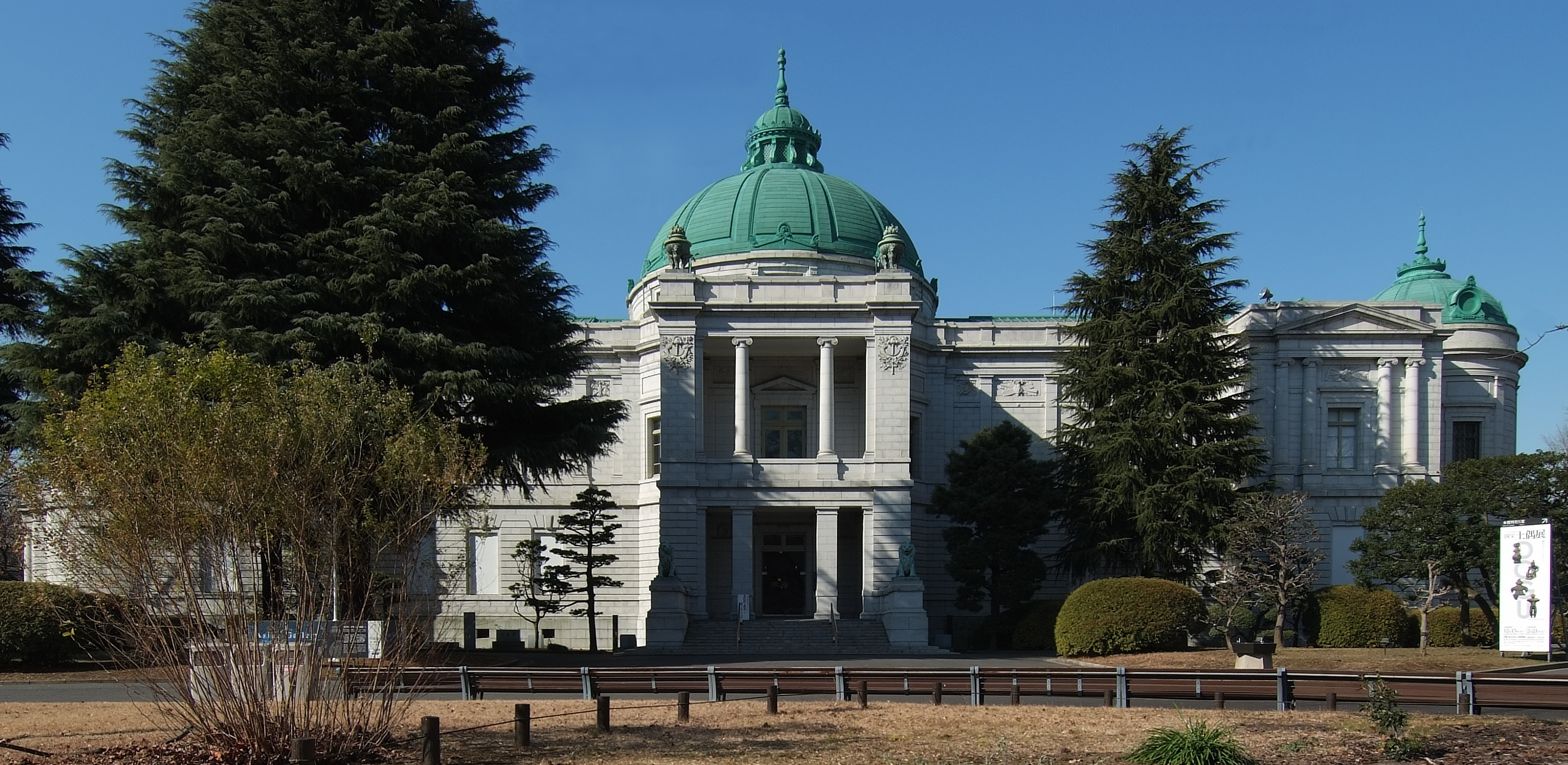
Церемоніальний корпус

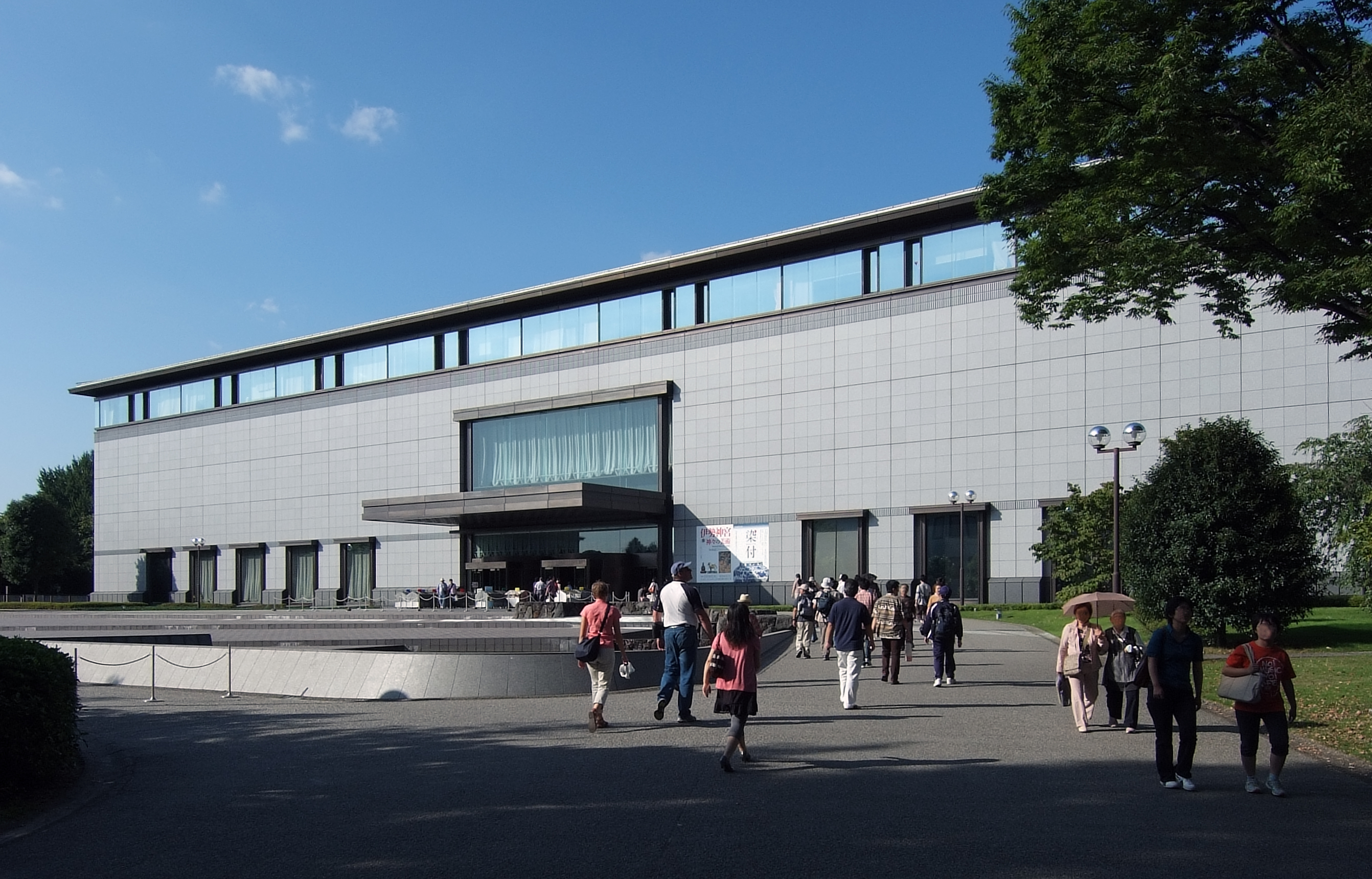
Хейсейський корпус

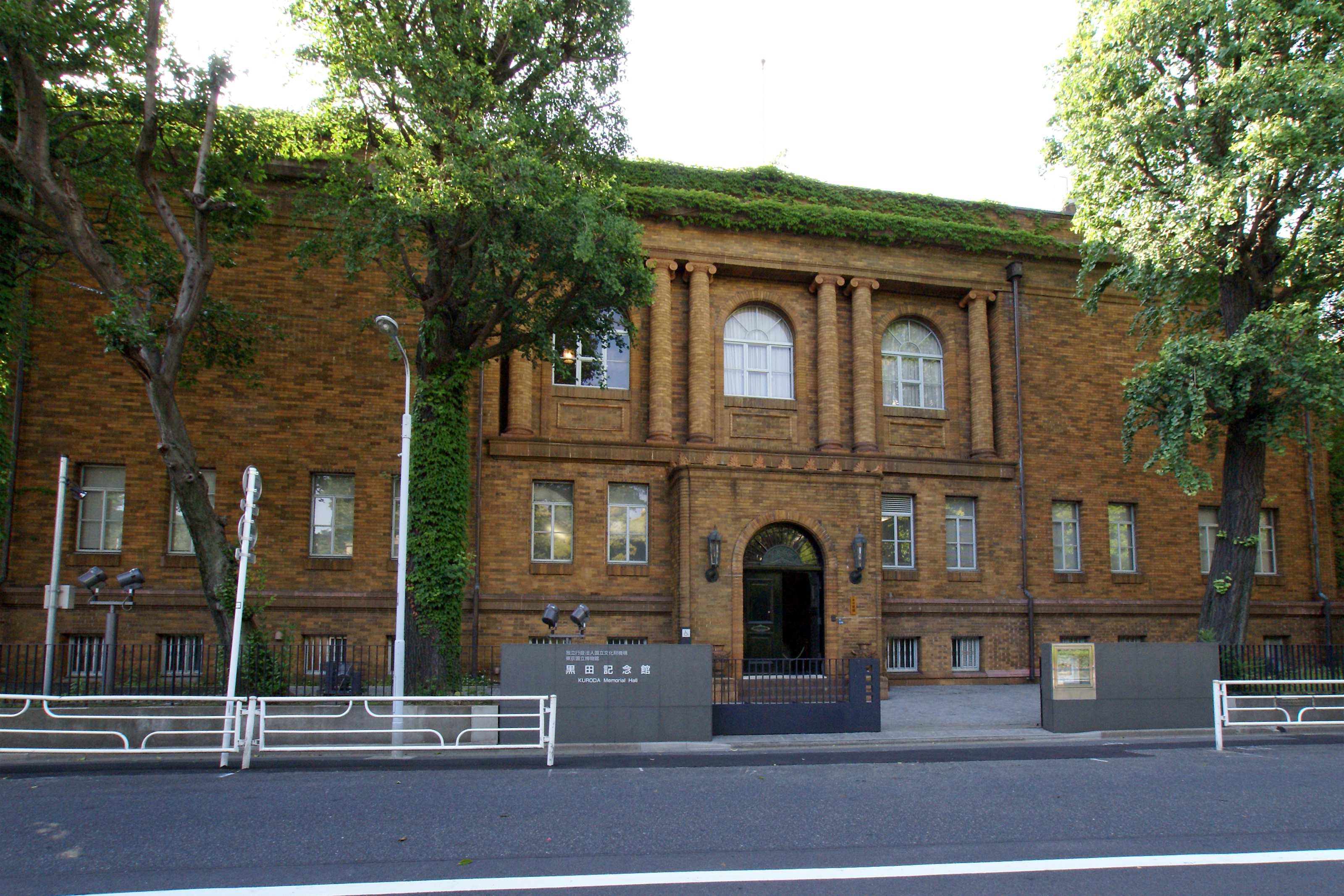
Музей Куроди

- Головний корпус (яп. 本館, ほんかん, хонкан)

Збудований 1938 року. Площа 22416 м². Архітектор Іто Тюта. Цінне культурне надбання Японії. Зберігає і експонує матеріали присвячені японському мистецтву, ремеслам, історії, археології.
Другий поверх. Зали 1 — 10. Тема: «Розвиток японського мистецтва».
Зал 1: «Зародження японського мистецтва», «Розквіт буддизму».
Зал 2: «Зал національних скарбів».
Зал 3: «Буддистське мистецтво», «Палацове мистецтво», «Дзен і тушеві картини».
Зал 4: «Чайне мистецтво».
Кімнати 5-6: «Самурайські обладунки».
Зал 7: «Настінні і надвірні картини».
Зал 8: «Меблі», «Каліграфія».
Зал 9: «Но і кабукі».
Зал 10: «Укійо-е та одяг».
Спеціальні зали 1-2: «Нові надходження».
Перший поверх. Зали 11 — 20. Тема: «Японські ремесла».
Зал 11: «Буддистська скульптура».
Зал 12: «Скульптура і ювелірна справа».
Зал 13: «Порцеляна, лаковані вироби, мечі».
Зал 14: «Ремесла».
Зал 15: «Етнологічні матеріали».
Зал 16: «Історичні матеріали».
Зал 17: «Реставраційні матеріали».
Зал 18: «Нове мистецтво».
Зал 19: «Нові ремесла».
Зал 20: «Просвіта».
Спеціальні зали 3-4: «Нові надходження».
Спеціальний зал 5: «Виставки».
Підвал. Музейна крамниця, бібліотека.

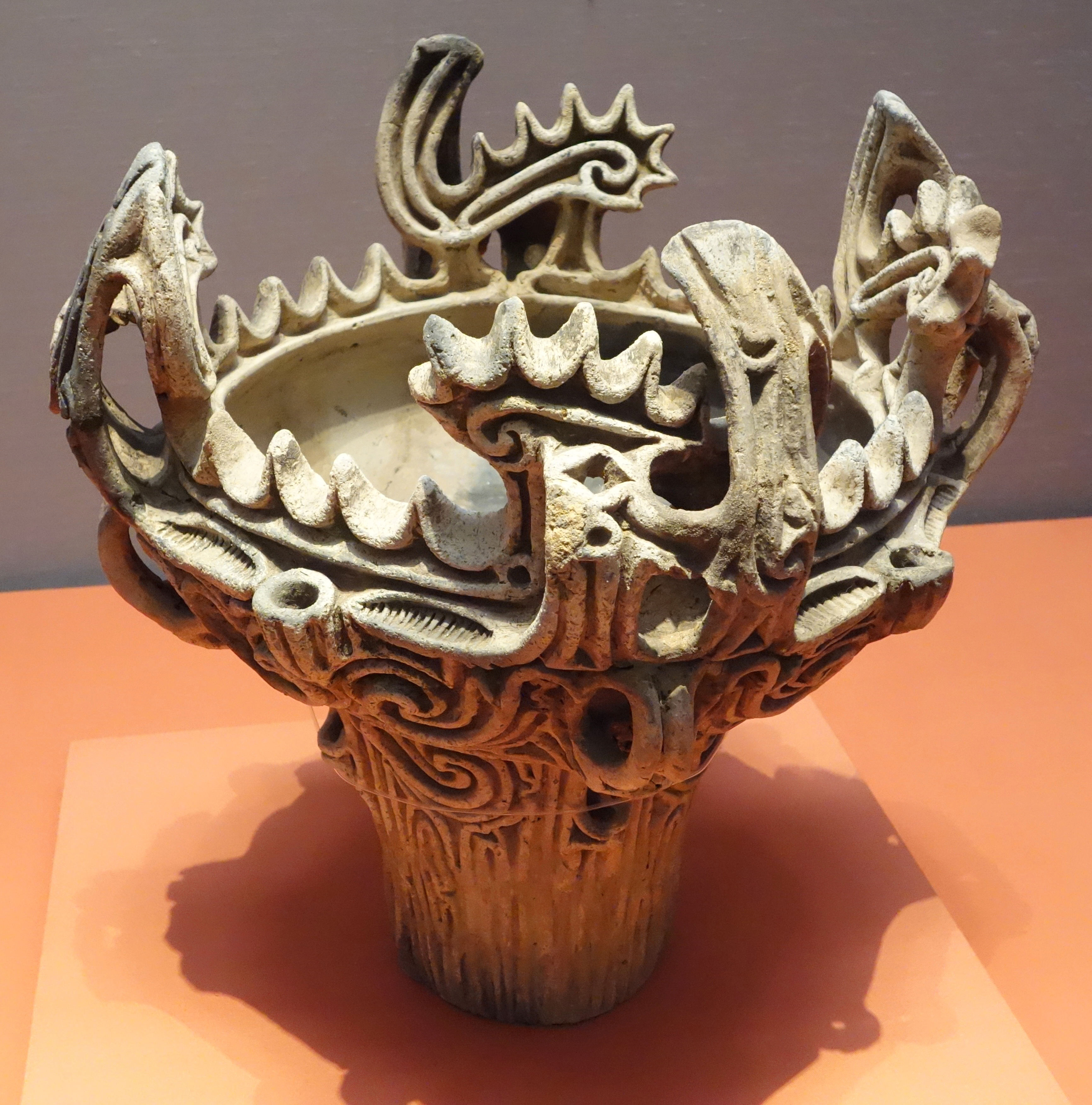
Посудина, період Дзьомон (3000-2000 р.р. до н.е).
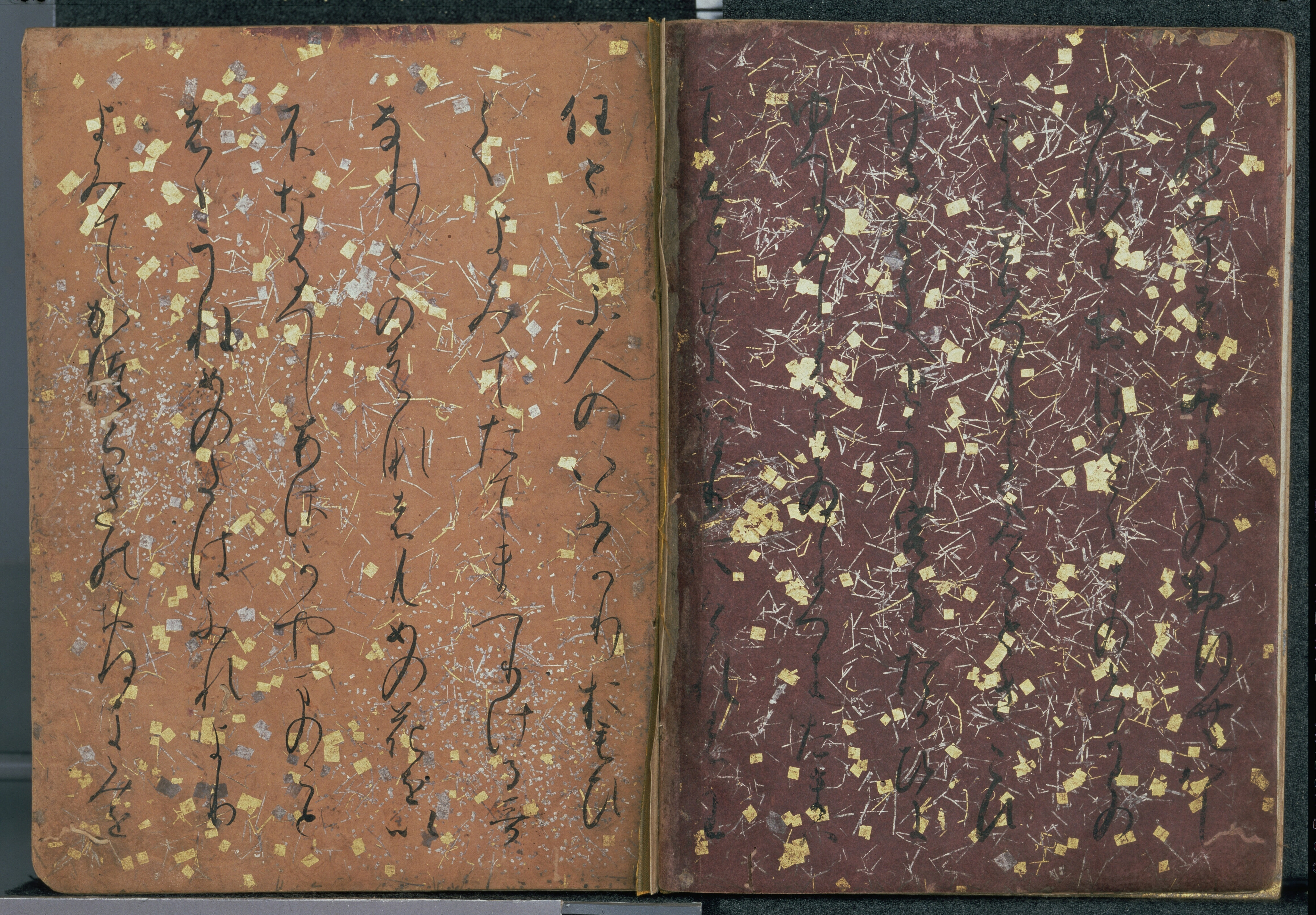
Кокін вака-сю, період Хейан, X століття.
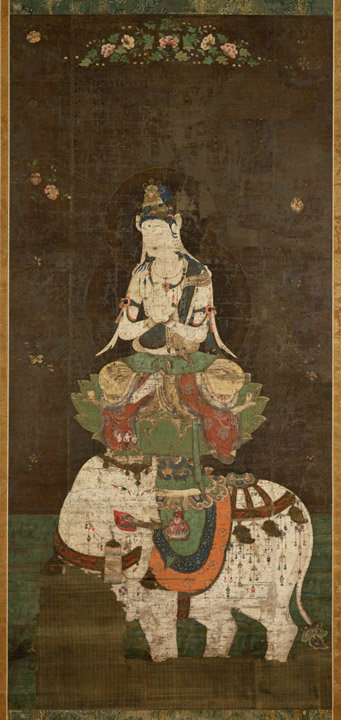
Бодгісаттва Самантабхадра, період Хейан, XII століття.
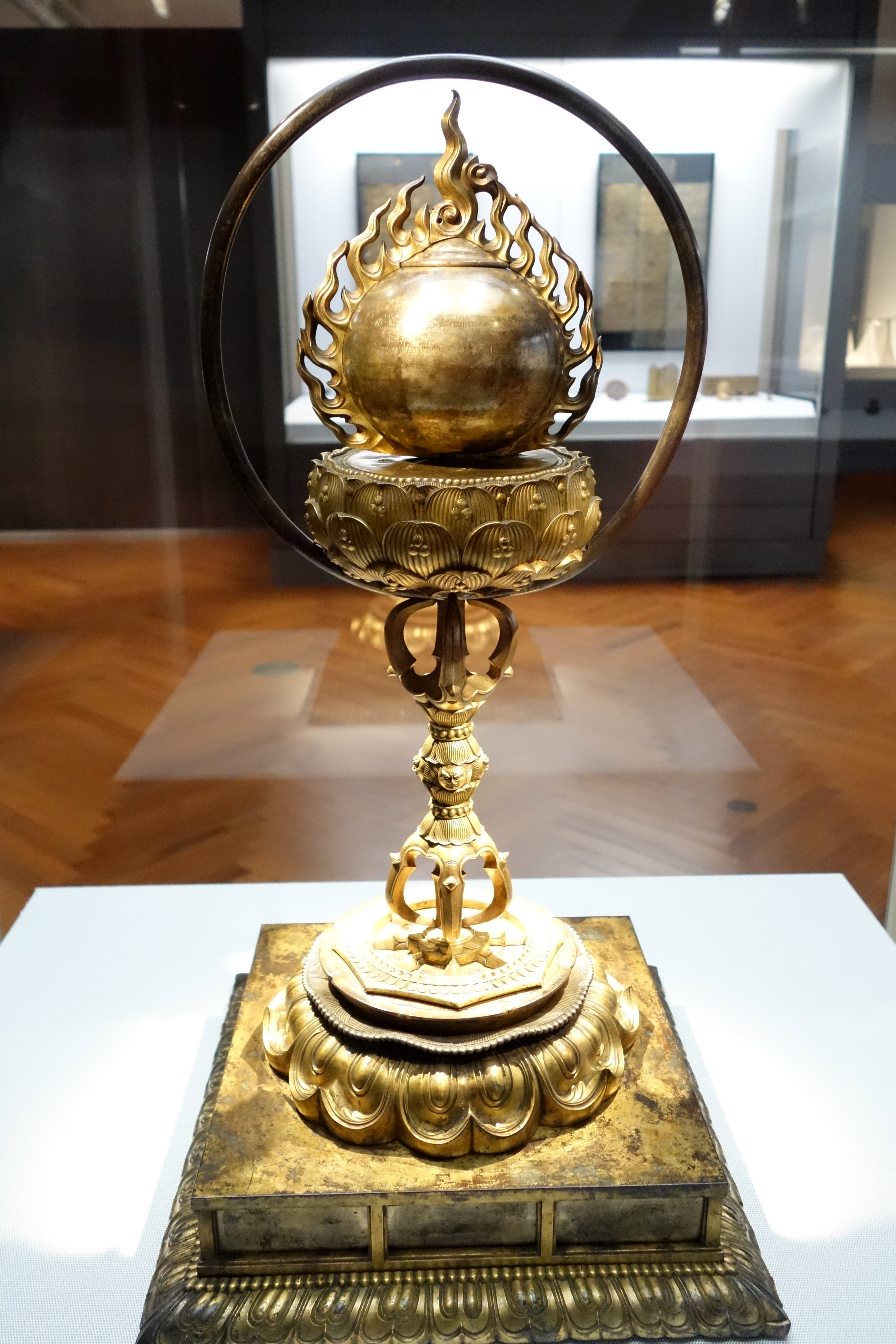
Чінтамані, XII-XIII століття.
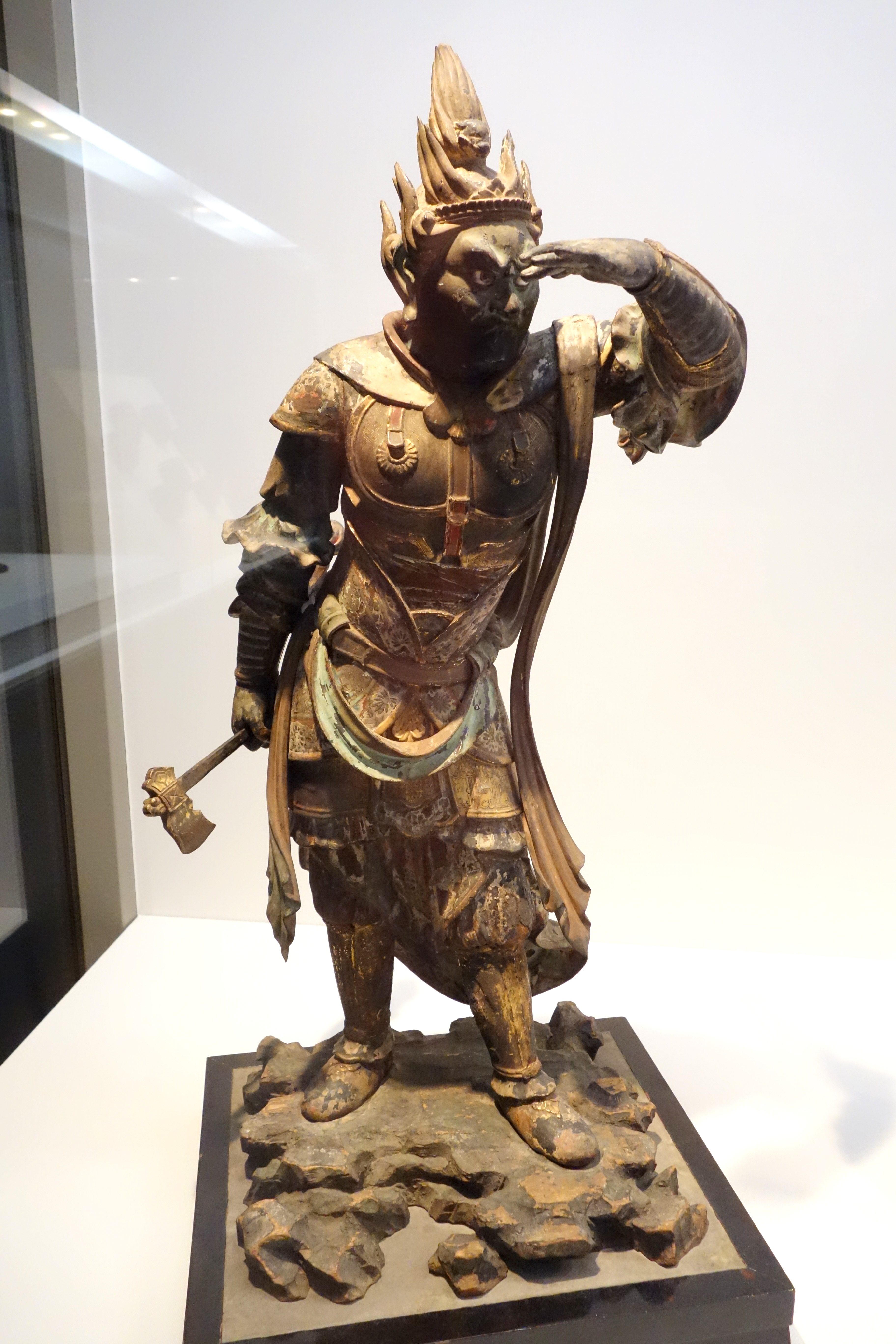
Дванадцять Небесних Генералів, період Камакура, XIII століття.
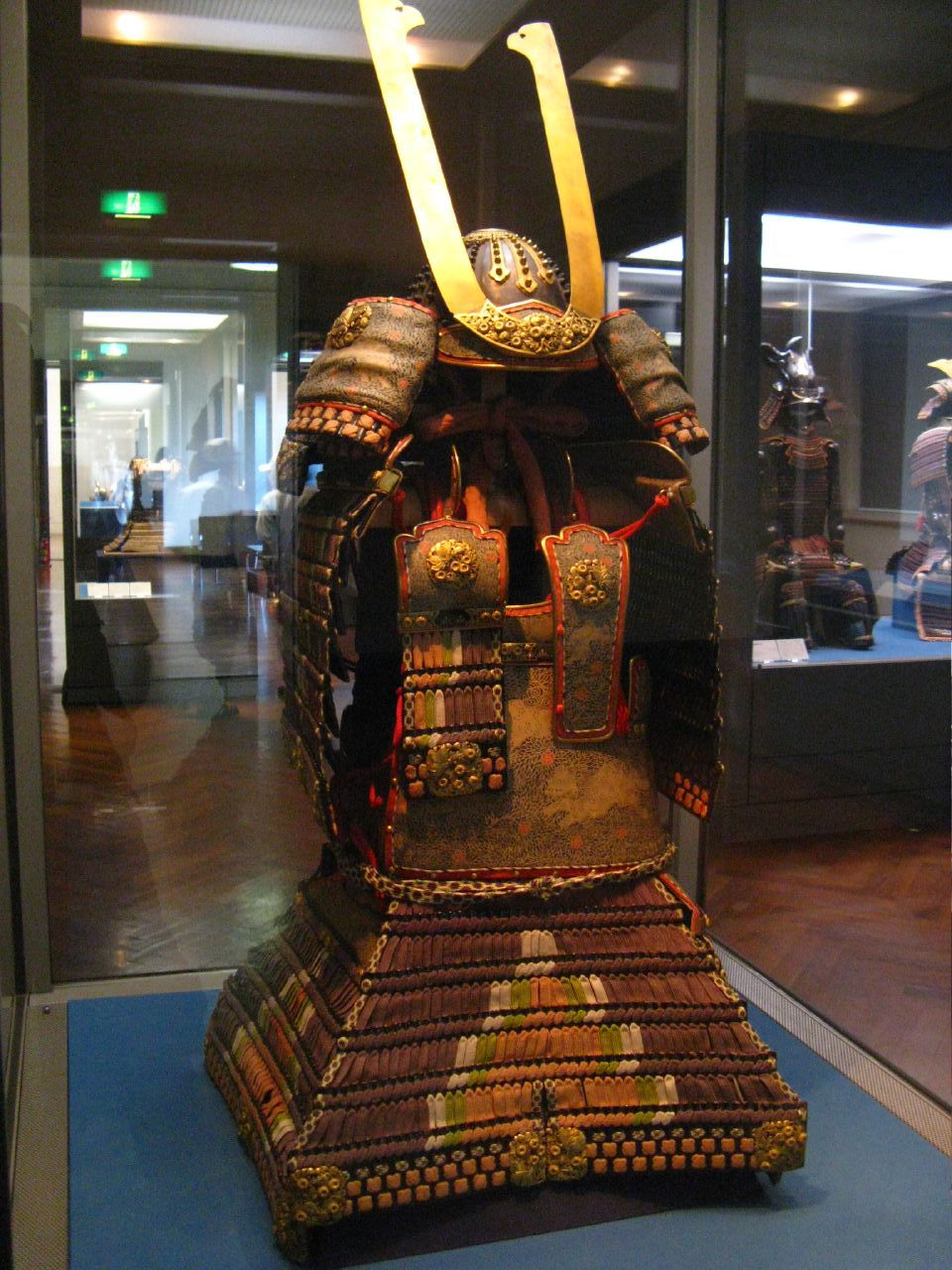
Самурайські обладунки, період Едо, XVI століття.
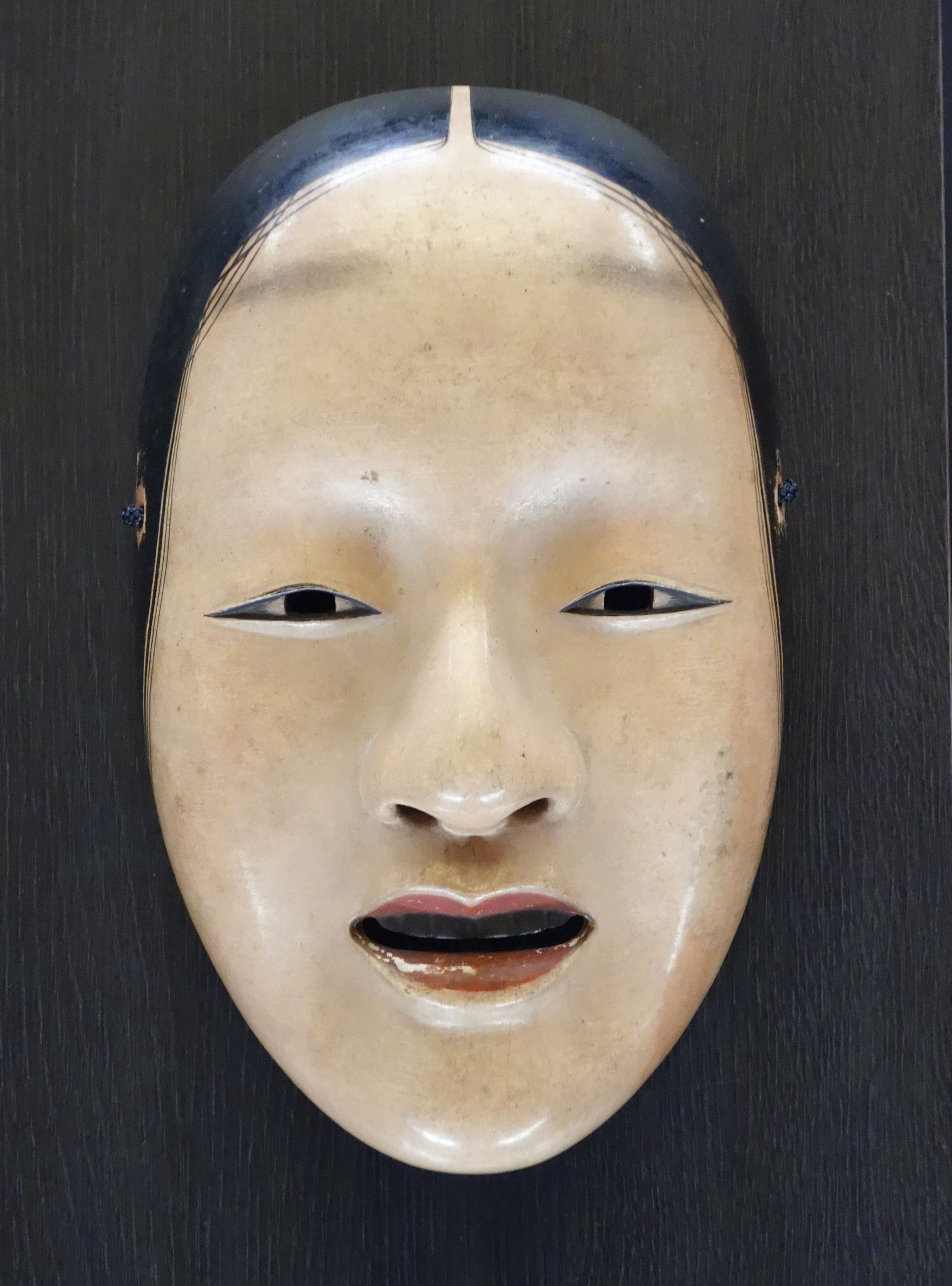
Маска Но, період Едо,  XVIII століття.

- Азійський корпус (яп. 東洋館, とうようかん, тойокан)

Збудований 1968 року. Площа 12531 м². Архітектор Таніґуті Йосіро. Зберігає і експонує матеріали присвячені азійському мистецтву, ремеслам, історії, археології. З 2009 року перебуває на ремонті. Відкриття заплановане на 2012 рік. Експонати перенесені до Церемоніального корпусу.
Зал 1: Скульптура Китаю, Індії, Кандагару.
Зал 2: Ювелірна справа Китаю і Південно-східної Азії.
Зал 3: Мистецтво Єгипту, Західної, Південно-східної і Південної Азії.
Зал 4: Археологія Китаю.
Зал 5: Археологія та ремесла Китаю.
Кімнати 6-7: Мистецтво Китаю.
Зал 8: Образотворче мистецтво та каліграфія Китаю.
Зал 9: Мистецтво Кореї та Центральної Азії.
- Корпус скарбів Хорюдзі (яп. 法隆寺宝物館, ほうりゅうじほうもつかん, хорюдзі хомоцукан)

Збудований 1964 року. Площа 3980 м². Архітектор Таніґуті Йосіро. Зберігає і експонує скарби з буддистського монастиря Хорюдзі.
Зал 1: Буддистські хорогви.
Зал 2: Буддистські скульптури.
Зал 3: Театр і музика.
Зал 4: Теслярство і лакування.
Зал 5: Ювелірна справа.
Зал 6: Картини, каліграфія, ткацтво.
- Церемоніальний корпус (яп. 表慶館, ひょうけいかん, хьокейкан)

Збудований 1908 року. Площа 2049 м². Архітектор Катаяма Токума. Цінне культурне надбання Японії. Зберігає і експонує матеріали присвячені азійському мистецтву, ремеслам, історії, археології.
- Хейсейський корпус (яп. 平成館, へいせいかん, хейсейкан)

Збудований 1999 року. Площа 17 981 м². Зберігає і експонує матеріали археологічних розкопок в Японії.
- Музей Куроди (黒田記念館, くろだきねんかん, курода кіненкан)

Збудований 1928 року. Присвячений пам'яті японського художника Куроди Сейкі. Зберігає і експонує картини Куроди та інших митців.